# Etapa de Salvador da Stock Car Brasil
A etapa de Salvador, conhecida como GP Bahia de Stock Car, foi uma corrida que fez parte do calendário da Stock Car Brasil da temporada de 2009 até a temporada de 2014. Foi a primeira etapa da categoria a ser disputada em um circuito de rua.
É a etapa com maior quantidade de espectadores no campeonato. Somente na primeira edição, a Polícia Militar da Bahia contabilizou público de 60 mil pessoas, sendo 35 mil delas nas arquibancadas.

## Vencedores
| Ano  | Piloto           | Equipe               | Local                 | Detalhes |
| ---- | ---------------- | -------------------- | --------------------- | -------- |
| 2014 | Allam Khodair    | Full Time Sports     | Circuito Ayrton Senna | Detalhes |
| 2014 | Sérgio Jimenez   | Voxx Racing          | Circuito Ayrton Senna | Detalhes |
| 2013 | Ricardo Mauricio | Eurofarma RC         | Circuito Ayrton Senna | Detalhes |
| 2012 | Allam Khodair    | Vogel Motorsport     | Circuito Ayrton Senna | Detalhes |
| 2011 | Thiago Camilo    | RCM Motorsport       | Circuito Ayrton Senna | Detalhes |
| 2010 | Cacá Bueno       | Red Bull-WA Mattheis | Circuito Ayrton Senna | Detalhes |
| 2009 | Cacá Bueno       | Red Bull-WA Mattheis | Circuito Ayrton Senna | Detalhes |